# Гавиалов крокодил
Гавиаловият крокодил, още Малайски гавиал (Tomistoma schlegelii) е вид крокодил, единствен представител на род Tomistoma.
По формата на тялото си наподобява на крокодилите от семейство гавиалови, но всъщност става дума за един напълно различен вид. Той е представител на семейство крокодилови, част от които изчезват преди 10 000 години, след края на последния ледников период.
Открити са фосилите на 3 вида от този род, от които днес съществува само малайският гавиал, който е най-дребен от тях (в сравнение с него двата изчезнали вида са били 3 пъти по-едри, като са били дълги над 8 метра).
Въпреки сходството си с гавиалите, не само по форма на тялото, но и по наименованието гавиал, близко по звучене до гавиал, двете названия нямат нищо общо. Наименованието гавиал идва от Западна Малайзия, където местните жители го наричат по този начин.

## Размери
Възрастните индивиди достигат дължина обикновено между 2,5 и 3 метра. Много рядко се срещат по-едри, но има регистрирани случаи на рекордни представители на вида, достигащи до 5 метра, но те са единици.

## Ареал
Гавиаловият крокодил обитава Югоизточна Азия и по-точно островите Суматра, Ява, Борнео (Индонезия) и част от Филипините, п-в Малака и крайните южни части на Мианмар и Тайланд.
Видът живее в сладки води, но се среща и в солени, като в тези на островите Ментавай на запад от о-в Суматра (част от Индонезия) и островите Мергуи по крайбрежието на Мианмар, на границата между Индийски океан и Тихи оеан

## Развитие
Плячка на гавиаловит крокодили обикновено стават различни птици, влечуги, жаби, маймуни и риби.
След оплождането женската снася до 60 яйца, от които малките се излюпват след около 3 месеца.